# Sprite (computergrafik)
 For alternative betydninger, se Sprite. (Se også artikler, som begynder med Sprite)
En sprite (også kaldet hardware-sprites) er et engelsk udtryk, der som oftes bruges inden for programmering af computerspil. En sprite er kendetegnet ved at være to-dimensionel, hvor meget grafik i nutidens computerspil ellers er tre-dimensionel.
Begrebet går tilbage til fremkomsten af de første hjemmecomputere, som kunne anvendes til spil fx Commodore 64 og VIC 20. Her betegnede sprites små stumper af grafik, designet af programmøren, som kunne flyttes rundt på skærmen, således de eksempelvis kunne være de figurer, man som spiller skulle styre og kæmpe imod. Sprites havde på dette tidspunkt den fordel, at håndteringen af dem i høj grad var styret af hardwareen og ikke af softwareen. Dette havde den fordel, at man også i langsomme programmeringssprog som fx BASIC kunne flytte grafik rundt på skærmen hurtigt nok til, at man kunne bruge det i spil. Alt efter hvilken computer, man benyttede, var der forskellige grænser for, hvor mange sprites hardwaren tillod på skærmen samtidigt.
Senere, da Commodore Amiga kom frem, begyndte man også at anvende de såkaldte Blitter Objects i spillene – også kaldet BOBs. Disse havde de samme egenskaber som sprites, men var i stedet software-styret. Dette kunne lade sig gøre på grund af Amigaens såkaldte Blitter Chip, der var i stand til at flytte data – og dermed grafik – hurtigt i relativt store mængder.
I dag bruges begbet om todimensionel grafik, der fx kan bruges sammen med tredimensionel grafik. På denne måde vil spritene i tredimensionelle spil være kendetegnet ved at være objekter, der ikke kan ses fra forskellige synsvinkler.
- Wikimedia Commons har flere filer relateret til Sprite (computergrafik)

| computerspil | Spire Denne computerspilsrelaterede artikel er en spire som bør udbygges. Du er velkommen til at hjælpe Wikipedia ved at udvide den. |